# Theresa Andrews
Theresa Andrews (ur. 25 sierpnia 1962 w New London), amerykańska pływaczka. Dwukrotna złota medalistka olimpijska z Los Angeles.
Specjalizowała się w stylu grzbietowym i w Los Angeles triumfowała na dystansie 100 metrów. Drugie złoto zdobyła w sztafecie 4 × 100 m stylem zmiennym.

## Starty olimpijskie (medale)
Los Angeles 1984
- 100 m grzbietem, 4 × 100 m zmiennym –  złoto